# Knud Damgaard
Knud Alfred Damgaard (født 21. september 1917 i Jyderup, død 30. april 2001 i Glostrup) var en dansk politiker, redaktør og konsulent. Han var medlem af Folketinget, valgt for Socialdemokratiet i Roskilde Amtskreds fra 1971 til 1987.
Knud Damgaard blev gift med Edith - født Jensen, datter af Helga og Otto Jensen (MF Soc.) i 1940 og fik tre sønner i ægteskabet. Jørgen født 1939, Jens-Otto (Bamse) født 1942 samt Knud Erik født 1957.
Under besættelsen var Damgaard aktiv i arbejdergruppen Ringen.

## Biografi, politik
- 1932-36, Formand for DSU, Jyderup.
- 1946, Medstifter af De danske Hjemmeværnsforeninger.
- 1949, Konsulent for Hjemmeværnet.
- 1971, Formand for den Danske delegation ved North Atlantic Assembly .
- 1971-80, Medlem af Europarådet, Commitee on Population and Refugees.
- 1971-87, Folketingsmedlem for Socialdemokraterne i Køge kredsen.
- 1972, Vicepræsident for North Atlantic Assembly.
- 1973-1974, Præsident for North Atlantic Assembly.
- 1977, Kommitteret for Hjemmeværnet
- 1975-77, Vicepræsident for North Atlantic Assembly.

## Udvalg
- Formand for Boligudvalget og Køgebugtudvalget
- Medlem af forsvarsudvalget.
- Medlem af energiudvalget.